# Captura del Aeropuerto Omar Torrijos
La Captura del Aeropuerto Omar Torrijos fue una operación militar de Estados Unidos durante la invasión de Panamá. El objetivo de esta operación era para capturar la fuerza de aérea panameña, la cual tenía su sede en el aeropuerto, la operación se dio para cerrar al aeropuerto del tráfico que venia a Panamá.
El aeropuerto Omar Torrijos fue capturada por el Ejército de Estados Unidos, por los rangers de la Compañía C, 3.° Batallón Ranger, 75.º Regimiento Ranger. 

## Antecedentes

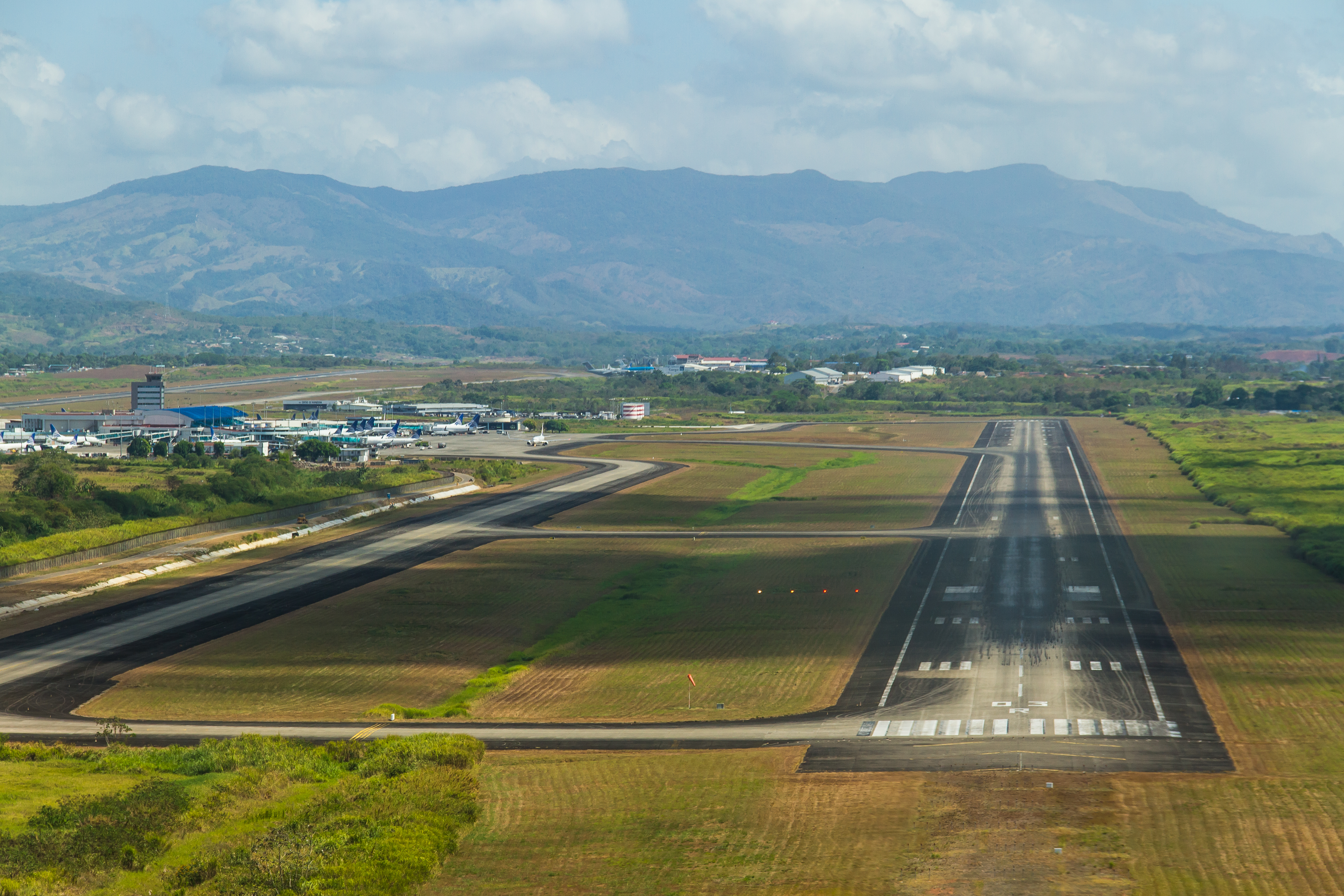
Pista del aeropuerto.

Los Estados Unidos había desarrollado un plan de tres etapas para capturar Aeropuerto Omar Torrijos con la misión de: para aislar el Objetivo "Oso"(la terminal principal), para eliminar resistencia panameña, y para impedir que las Fuerza de Defensa de Panamá puedan interferir con la Operación Causa Justa. 
La Compañía C podía confiar en el apoyo de fuego que consistía en un avión de combate AC-130 "Spectre" y helicópteros de ataque AH-6. El plan estadounidense para el AC-130 era despejar tres posiciones de ametralladoras calibre .50 y una posición antiaérea ZPU-4 en el aeropuerto, mientras que los AH-6 neutralizaron la torre de guardia de las Fuerzas de Defensa de Panamá.
Inicialmente, la inteligencia de los Estados Unidos Indicó que había muy pocas personas en la terminal principal de H-Hour. Sin embargo, dos vuelos internacionales acababan de aterrizar en el aeropuerto, que todavía estaba en pleno funcionamiento. Como resultado de esto, en realidad había 398 civiles en el aeropuerto en lugar de las pocas docenas que los estadounidenses esperaban encontrar. Además, a esta falla de inteligencia, la segunda compañía de infantería Pumas te Tocumen de las FFDD estaba en alerta y patrullaba dentro y alrededor de los edificios de la terminal del aeropuerto.

## Consecuencias
En la mañana del 20 de diciembre de 1989, aproximadamente a las 7 a. m., la compañía Ranger pudo conectarse con unidades de la 82 División Aerotransportada. Los prisioneros, detenidos y documentos y armas confiscados fueron entregados al comandante de la compañía de policía militar de la 82 División Aerotransportada.
Durante el curso de la operación para capturar el aeropuerto, solo 2 guardabosques resultaron heridos. Solo 5 soldados de las Fuerzas de Defensa de Panamá fueron asesinados y 21 fueron capturados.